# Maurício Agostinho Camuto
Maurício Agostinho Camuto, C.S.Sp. (Golungo Alto, 26 de dezembro de 1963) é um prelado católico angolano, atual bispo de Caxito.

## Biografia
Camuto nasceu em Golungo Alto, na província do Cuanza Norte, em 26 de dezembro de 1963. Estudou teologia em Brazzaville e fez os primeiros votos como Espiritano em 5 de setembro de 1987. Em 28 de julho de 1991, Camuto foi ordenado padre. Posteriormente, fez estudos em comunicação social na Pontifícia Universidade Salesiana de Roma de 2000 a 2003.
A primeira missão pastoral de Camuto foi na missão de Landana, na Diocese de Cabinda, onde passou quatro anos. Tornou-se Reitor do Seminário Preparatório Espiritano da então Diocese de Malanje em 1995, cargo que ocupou até 1999, altura em que foi transferido para o Escolasticado Espiritano do Huambo e Benguela.
Camuto serviu por duas vezes como diretor da Rádio Ecclesia, uma estação de rádio comercial católica em Angola; primeiro de 2006 a 2010 e novamente de 2016 até o presente. Recebeu críticas por esclarecer as violações dos direitos humanos no país e por revelar a má gestão dos recursos públicos. Apesar da falta de material e de uma "enorme escassez de fontes de informação", Camuto conseguiu garantir a independência da estação de rádio. Isso resultou em "mudanças tangíveis na responsabilidade do governo".
Também exerceu a função de Superior Provincial da Congregação do Espírito Santo da Província de Angola, entre 2010 e 2016.
Em 15 de junho de 2020, foi nomeado pelo Papa Francisco como bispo de Caxito, em sucessão ao bispo António Jaca, S.V.D., ora transferido para a Diocese de Benguela. Foi sagrado no Estádio Municipal do Dande em 16 de agosto, por Dom Filomeno do Nascimento Vieira Dias, arcebispo de Luanda, tendo como co-sagrantes Dom António Jaca, S.V.D. e Gabriel Mbilingi, C.S.Sp., arcebispo de Lubango.